# Daniel Bamberg
Daniel José Bamberg (* 23. April 1984 in São Lourenço do Oeste, Santa Catarina) ist ein  ehemaliger brasilianischer Fußballspieler. Der Mittelfeldspieler mit deutsch-österreichischen Wurzeln ist seit 2006 hauptsächlich in Skandinavien aktiv.

## Werdegang
Nach Stationen bei Portuguesa, Fortaleza EC und ABC Natal in seinem Heimatland wechselte Bamberg 2006 zum schwedischen Zweitligisten IFK Norrköping in die Superettan, wo er einen bis zum Ende der Spielzeit 2006 gültigen Kontrakt unterzeichnete. In neun Spielen erzielte er drei Tore, als Tabellenvierter verpasste der Klub den Aufstieg in die Allsvenskan. Nach einem Aufenthalt bei Figueirense FC kehrte er im März 2007 nach Schweden zurück und unterzeichnete bei IFK Norrköping einen neuen Zwei-Jahres-Vertrag. Mit neun Saisontoren führte er den Klub ins schwedische Oberhaus. Dort lief er zwar in 28 Spielen auf und kam auf fünf Treffer, der Verein stieg jedoch direkt wieder ab. Trotz des Abstiegs und Angeboten von Konkurrenten aus der Allsvenskan blieb er dem Klub treu. In den folgenden beiden Zweitligaspielzeiten erzielte er jeweils vier Tore, die Spielzeit 2010 beendete er mit dem Klub als Tabellenzweiter auf einem Aufstiegsplatz.
Bamberg verließ im Frühjahr 2011 trotz des Wiederaufstiegs in die Allsvenskan Schweden und schloss sich dem norwegischen Klub FK Haugesund an, bei dem er einen Drei-Jahres-Vertrag unterzeichnete. Obwohl dort Stammspieler und mit acht Saisontoren in der Tippeligaen auch als Offensivspieler erfolgreich, verließ er nach einer Spielzeit den Klub wieder und kehrte nach Schweden zurück, wo er sich Örebro SK anschloss. An der Seite von Samuel Wowoah, Tobias Grahn und Patrik Haginge kam er zu 21 Saisoneinsätzen in der Allsvenskan und stieg mit dem Klub zum Saisonende ab. Kurz vor Ende der Wintertransferperiode kehrte er im März 2013 zum FK Haugesund zurück. Erneut Stammspieler qualifizierte er sich mit dem Verein als Tabellendritter für den Europapokal.
Im Februar 2016 wechselte Bamberg zum Breiðablik Kópavogur, wo er ein Jahr später seine aktive Laufbahn beendete.